# 연화 (1975년 영화)
"연화"는 1975년 공개된 대한민국의 영화이다.

## 배역
- 고은아
- 이순재
- 박병호
- 강부자
- 윤양하
- 이효춘
- 방수일
- 이인옥
- 김지영
- 김기주
- 홍성중
- 진봉진
- 김기범
- 이예민
- 장정국
- 추봉
- 박종설
- 김승남
- 이석구